# Lajer (Ambal)
Lajer is een bestuurslaag in het regentschap Kebumen van de provincie Midden-Java, Indonesië. Lajer telt 1689 inwoners (volkstelling 2010).